# Kenneth Brylle
Kenneth Brylle Larsen (22 de maio de 1959) é um ex-futebolista profissional dinamarquês, que atuava como atacante.

## Carreira
Kenneth Brylle representou a Seleção Dinamarquesa de Futebol na Eurocopa de 1984 